# Tschotschoweni-Nunatak
Der Tschotschoweni-Nunatak (bulgarisch нунатак Чочовени nunatak Tschotschoweni) ist ein 650 m hoher und felsiger Nunatak im Grahamland auf der Antarktischen Halbinsel. Auf der Trinity-Halbinsel ragt er 3,87 km südlich bis östlich des Smin Peak, 4,29 km nordwestlich des Kolobar-Nunataks, 3,34 km nordöstlich des Coburg Peak und 5,75 km östlich des Drenta Bluff aus dem südwestlichen Teil des Cugnot-Piedmont-Gletschers auf.
Deutsche und britische Wissenschaftler nahmen 1996 seine Kartierung vor. Die bulgarische Kommission für Antarktische Geographische Namen benannte ihn 2010 nach den Ortschaften Goljamo Tschotschoweni und Malko Tschotschoweni im Südosten Bulgariens.